# Sportring BV 1897 Erfurt
Sportring BV 1897 Erfurt was een Duitse voetbalclub uit Erfurt, Thüringen.

## Geschiedenis
De club werd opgericht in 1897 als MTV 1897 Erfurt en was aanvankelijk enkel een turnvereniging. Later kreeg de club ook een voetbalafdeling en speelde vanaf 1909 in de Noord-Thüringse competitie. In 1912 werd de club laatste en verzekerde het behoud pas na een overwinning op Erfurter SV Germania. In 1916 degradeerde de club. Na één seizoen promoveerde het team weer en werd dan voorlaatste.  
In het eerste naoorlogse seizoen werden vijf competities verenigd tot één grote Thüringenliga, vanaf 1919 Kreisliga Thüringen, waarvoor de club zich echter niet kwalificeerde. In 1922 kon de club groepswinnaar worden en zo promoveren naar de Kreisliga, waar de club voorlaatste werd in zijn groep.
In 1923 werd de Kreisliga ontbonden en werd de Noord-Thüringse competitie als Gauliga heringevoerd. De club werd nu vierde en omdat de Deutsche Turnerschaft beslist had dat voetbalafdelingen van grotere turnclubs zelfstandig moesten worden werden de voetballers zelfstandig onder de naam Sportring BV 1897. Na nog een plaats in de middenmoot eindigde de club de volgende jaren meermaals bij de laatsten in de rangschikking. 
In 1933 kwam de NSDAP aan de macht in Duitsland en zij herstructureerden het voetbal. De Midden-Duitse bond en zijn 24 competities werden ontbonden en vervangen door de Gauliga Mitte en Gauliga Sachsen. Enkel de top twee uit Noord-Thüringen plaatste zich en de nummers drie en vier plaatsten zich voor de Bezirksklasse Thüringen. De overige clubs, waaronder Sporting dat vijfde geworden was, bleven in de Noord-Thüringse competitie, die als Kreisklasse Nordthüringen nu de derde klasse ging vormen.  De club slaagde er niet meer in te promoveren.
Na de Tweede Wereldoorlog werden alle Duitse voetbalclubs opgeheven. De club werd ook niet meer heropgericht. 